# Контргард

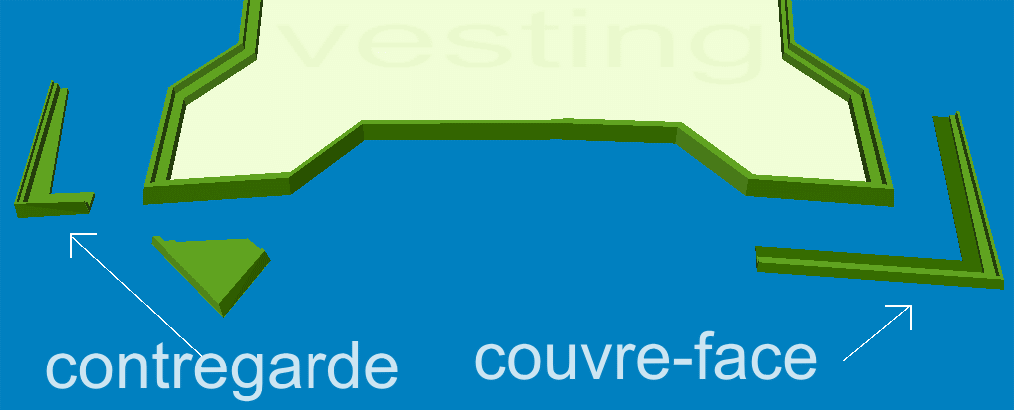
Контргард і кувр-фас

Контрга́рд (від фр. contre-garde — «контрзахист») — допоміжний вал, що зводився перед ровом головного валу фортеці для захисту його від руйнування при настильній стрільбі артилерії військ, що облягали фортецю.
Контргард споруджувався паралельно до головного валу, був приблизно на 50 см вищий від нього та був пристосований для встановлення гармат. Перед контргардом споруджувався рів. Контргарди або кувр-фаси, що оточували один або кілька фронтів безперервно, називалися анвелопою.
З середини XIX століття контргард втратив своє значення у зв'язку з появою нарізної артилерії, яка забезпечувала навісну стрільбу на далекі відстані.